# Cuauhtémoc Cárdenas
Cuauhtémoc Cárdenas Solórzano (Cidade do México, 1 de Maio de 1934) é um político mexicano, ex-governador de Michoacán, e ex-chefe de governo do Distrito Federal. Foi um dos fundadores do Partido da Revolução Democrática (PRD).

## Biografia
Cárdenas nasceu na Cidade do México. É filho do ex-presidente Lázaro Cárdenas del Río e de Amalia Solórzano. Iniciou sua carreira política em 1976, quando foi eleito senador pelo estado de Michoacán. Foi governador do mesmo estado de 1980 a 1986, sempre pelo Partido Revolucionário Institucional (PRI).
Em 1987, ele e outros políticos do PRI anunciaram a criação da Corriente Democrática dentro do partido para discutir a mudança no processo tradicionalmente utilizado para indicar o candidato à presidência do partido. À época, o processo de escolha do candidato presidencial era conhecido como el dedazo, no qual o presidente tinha o "direito" de escolher seu sucessor. A Corriente indicou Cárdenas para a presidência. Os apoiadores de Cárdenas logo se viram condenados ao ostracismo ou expulsos do partidos. Cárdenas recebeu o apoio de vários partidos pequenos de esquerda – tais como Partido Comunista Mexicano, Partido Socialista Unificado de México, Partido Mexicano Socialista e Partido Mexicano dos Trabalhadores – e foi o candidato presidencial da Frente Democrática Nacional, uma ampla aliança de esquerda.
Em 6 de julho de 1988, o dia das eleições, o AS/400 que o governo estava utilizando para contar os votos deu pane. Quando o sistema foi finalmente restaurado, Carlos Salinas foi declarado vencedor do pleito. Aquela eleição se tornou muito controversa, e apesar das afirmações de que Salinas realmente venceu o pleito, a expressão "se cayó el sistema" ("o sistema caiu") logo virou eufemismo popular para fraude eleitoral. Esta havia sido a primeira vez desde a criação do PRI, em 1929, que o favoritismo do partido numa eleição presidencial havia sido colocado em xeque. Anos mais tarde, Miguel de la Madrid Hurtado, o antecessor de Salinas, declararia que ele foi eleito através de fraude eleitoral.
No ano seguinte, no dia 5 de maio, Cárdenas e outras figuras proeminentes da esquerda mexicana se uniram para formar o Partido da Revolução Democrática (PRD). O PRD se proclamou o partido oficial do 6 de julio, em referência à data da eleição de 1988. Nas eleição presidencial seguinte, Cárdenas foi o candidato do partido, terminando o pleito em terceiro lugar com 17% dos votos.
Em 1997, Cárdenas foi o candidato do PRD para o então recentemente criado posto de chefe de governo do Distrito Federal – um cargo correspondente a algo como prefeito ou governador da Cidade do México. Ele venceu o pleito, realizado em 6 de julho de 1997, com o apoio de 47,7% do eleitorado. Ele se afastou do cargo em 1999 para concorrer à presidência novamente em 2000 pelo PRD. Mais uma vez obteve cerca de 17% dos votos.
Atualmente, Cárdenas continua no PRD, sendo considerado o "líder moral" do partido. Seu filho, Lázaro Cárdenas Batel, foi governador do estado de Michoacán pelo PRD de 2002 a 2008.